# سعد أباد (فريمان)
سعد أباد (بالفارسية: سعدآباد) هي قرية تقع في قسم سنغ بست الريفي في إيران. يقدر عدد سكانها بـ 1157 نسمة بحسب إحصاء 2016.